# Komposition 8
Komposition 8 ist der Titel eines Gemäldes von Wassily Kandinsky aus dem Jahr 1923, als der Künstler Lehrer am Weimarer Bauhaus war. Es gehört zu den Hauptwerken Kandinskys und ist als Überwindung seines sogenannten Münchner Stils des Expressionismus aufzufassen, die zu seiner Hinwendung zu abstrakter geometrischer Form und Struktur führte. Heute wird das Bild im New Yorker Guggenheim-Museum ausgestellt.

## Hintergrund und Beschreibung
Bereits ab 1919, noch im russischen Bürgerkrieg, als Kandinsky zeitweise Bestandteil der dortigen staatlich-offiziellen Avantgarde war, entstanden Vorläufer dieses Bildes. Sie dokumentieren den Übergang vom deutschen Expressionismus der Zeit vor dem Ersten Weltkrieg zu neuen abstrakteren Sichtweisen, die er später im Bauhaus neben seiner Lehrtätigkeit auch in theoretischen Schriften vertrat. Die in Komposition 8 zur Zeichnung kreisförmiger und parallel-linearer geometrischer Formen verwendeten Werkzeuge, wie Zirkel und Lineal, gehen auf den Einfluss des russischen Malers Alexander Michailowitsch Rodtschenko zurück, der sie ab 1915 für seine Skizzen und Bilder, die dem Suprematismus und Konstruktivismus zuzuordnen sind, anwandte. Rodtschenko und Kandinsky waren gut bekannt. Kandinsky schuf im Gegensatz mit seinen geometrischen Formen allerdings mehr räumliche Tiefe und weniger Schematisches als Rodtschenko, nutzte aber auch Elemente des Suprematismus und des Konstruktivismus.
Die geometrischen Formen Kreis (teilweise mit Aura), Quadrat, Trapez, Linien, auch eine freihändig wellenförmig gezeichnete Linie und Muster in Schachbrettform sind in einer meist hellen Farbigkeit mit schattigen Partien ausgeführt, die nicht nur die Grundfarben umfasst, sondern auch Überlappungen und Mischtöne, was nach Ansicht von Nancy Spector, der Kuratorin des New Yorker Guggenheim-Museums, eine „pulsierende Oberfläche erzeugt, die abwechselnd dynamisch und ruhig, aggressiv und leise ist. Der Kreis ist die dominierende Form in diesem und in den späteren Bildern des Künstlers.“ Kandinsky selbst sieht im Kreis die „Synthese der größten Gegensätze. Er verbindet das Konzentrische mit dem Exzentrischen in einer Gestalt im Gleichgewicht. Unter den drei primären Formen ist er die klarste Wendung zur vierten Dimension.“ Diese Kreise erinnern an kosmische Körper und den von Kandinsky beschriebenen inneren Klang.
Das Bild Komposition 8 vom Juli 1923 gehört nach Ansicht des amerikanischen Kunsthistorikers Clark V. Poling neben den im selben Jahr entstandenen Bildern Im schwarzen Viereck (Guggenheim Museum, New York) und Kreise im Kreis (Philadelphia Museum of Art) zum Höhepunkt in Kandinskys Schaffen in jener Periode. Sie bewirken demnach „durch ihre Grundformen Gerade und Kurve und die schwarzen Linien gegen den hellen Hintergrund ihre strenge Qualität.“ Die Komposition der offenen Verteilung und die Größe dieser geometrischen Elemente verleihen den Bildern „Monumentalität und Ausdehnung“. Komposition 8 vermittelt außerdem „atmosphärische Räumlichkeit“ durch die farbliche Abstimmung des Hintergrunds zwischen Hellblau und Weiß im unteren Bildbereich und zu Gelb hin im oberen Teil des Bildes. Auch Kandinsky selbst fand das Bild gelungen. Er schrieb an seinen Kritiker und Biografen Will Grohmann, dass die Komposition 8 der Höhepunkt seiner „Nachkriegserrungenschaften“ sei.
In seiner Rezension zu einer Ausstellung im Münchner Lenbachhaus 2009 beschrieb Michael Stitz das Bild in seinem Artikel Kandinsky oder die Schule des Sehens im Hinblick auf das Musikalische in Kandinskys Werk:

„Das Musikalische seiner Malerei ist bei der Betrachtung der Werke gar nicht zu überschätzen. Kandinsky hörte die Farben. Titel wie ‚Komposition VIII‘ sind nicht Verlegenheitsbeschriftungen, sondern Hinweis auf das Streben Kandinskys das ‚Geistige in der Kunst‘ zu malen. Geradezu zwangsläufig mussten sich dabei die Gegenstände auflösen, führte der Weg in die Abstraktion.“

Eine Vorstudie in Aquarelltechnik mit den Abmessungen 47 × 42,5 cm befindet sich im Besitz der Galleria Galatea in Turin.

## Ausstellungen (Auswahl)
Solomon R. Guggenheim, seine Frau Irene und die Malerin Hilla von Rebay, die spätere Gründungsdirektorin des Guggenheim-Museums, unternahmen im Frühjahr 1929 eine Europareise, auf der sie auch das Bauhaus in Dessau besuchten. Sie wurden Kandinsky vorgestellt und kauften das Bild Komposition 8 als erstes von über 150 Werken des Künstlers.
- August bis September 1923: Bauhausausstellung in Weimar
- 30. Januar bis 27. Mai 1927: Wege und Richtungen der Abstrakten Malerei in Europa in der Kunsthalle Mannheim[8]
- Mai bis Juni 1952: L’Œuvre du XXe siècle peintures, sculptures im Musée National d’Art Moderne in Paris[9] und im Anschluss vom 15. Juli bis zum 17. August in der Tate Gallery in London
- 30. Mai bis 15. Juli 1984: Kandinsky in Russland und am Bauhaus. 1915–1933 im Kunsthaus Zürich
- 9. August bis 23. September 1984: Kandinsky. Russische Zeit und Bauhausjahre 1915–1933 im Bauhaus-Archiv, Museum für Gestaltung, Berlin